# Garable
Garable
is een dorp in het district Ceel Buur in de regio Galguduud in Centraal-Somalië.
Garable heeft een typische structuur met een enorm, min of meer rond dorpsplein met een diameter van ca. 190 m met een enkele rij huizen eromheen en nog wat losse bebouwing daarachter. Op dit plein zijn drinkplaatsen voor vee. Er is ook een zendmast in het dorp.
Het dorp ligt 60 km ten oosten van de districtshoofdstad Ceel Buur (El Bur) en 77 km ten westen van Harardheere, ruwweg halverwege beide steden dus. Dorpen in de omgeving zijn Gal Hareeri (16,3 km verder zuidelijk), Bargaan (36,9 km naar het zuidwesten) en Jacar (42,4 km naar het zuidwesten).
Omdat de islamitische terreurgroep Al-Shabaab - volgens mediaberichten in december 2014 - na het verlies van hun hoofdkwartier in Baraawe (ten zuiden van Mogadishu) het dorp Gal Hareeri op slechts enkele kilometers afstand van Garable lijkt te hebben gekozen als nieuw zenuwcentrum, is het reëel te veronderstellen dat ook Garable momenteel onder bewind staat van Al-Shabaab.

## Klimaat
Garable heeft een aride steppeklimaat. De gemiddelde jaartemperatuur is 27,5 °C. April is de warmste maand, gemiddeld 29,5 °C; januari is het koelste, gemiddeld 26,4 °C. De jaarlijkse regenval bedraagt ca. 207 mm (ter vergelijking: Nederland ca. 800 mm). Er zijn twee duidelijke droge seizoenen: van december t/m maart en juni t/m september, en twee regenseizoenen, april-mei (de zgn. Gu-regens) en oktober-november (de zgn. Dayr-regens). Bijna alle regen in het jaar valt in die 4 maanden; mei is het natst met 55 mm. Overigens kan de neerslag sterk fluctueren van jaar tot jaar.